# Sultanköy, Marmaraereğlisi
Sultanköy là một thị trấn thuộc huyện Marmaraereğlisi, tỉnh Tekirdağ, Thổ Nhĩ Kỳ. Dân số thời điểm năm 2011 là 2.708 người.